# サングレ・ラミザナ

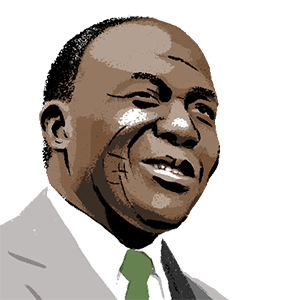
ボイス・オブ・アメリカが作成した肖像画

アブバカル・サングレ・ラミザナ（Aboubakar Sangoulé Lamizana、1916年1月31日–2005年5月26日）は、オートボルタ共和国（現ブルキナファソ）の政治家。同国大統領（1966年 - 1980年）を務めた。

## 生涯
第2次世界大戦中はフランス軍に従軍、第1次インドシナ戦争にも参加した。1960年の独立後、1961年オートボルタ陸軍参謀総長。
1966年1月3日にクーデターを起こして腐敗していたモーリス・ヤメオゴ大統領を追放し、みずから大統領に就任（首相兼任）。1970年6月に国民投票により新憲法が採択され、同年12月、国民議会選挙が行われ、ジョセフ・ウエドラオゴ首相が就任。しかし、大旱魃に対する無策で内閣・国民議会は分裂した。
ラミザナ大統領は1974年2月28日議会を解散し（1974年オートボルタクーデター）、5月には全政党を禁止するなど、民政移管とは逆に軍の指導権を強化した。民政移管のため1977年11月新憲法を制定、1978年4月大統領に選出、1979年首相を辞任。ラミザナは体制内での変革を試みたが経済状況は改善されず、1980年11月25日のセイェ・ゼルボ大佐のクーデターによって失脚した。